# Rebberg
Pour les articles homonymes, voir Rebberg (homonymie).
Le Rebberg est un des quartiers résidentiels aisés de Mulhouse intra muros. Il a en effet été bâti durant la révolution industrielle sur une colline autrefois destinée à la viticulture, d'où son nom Rebe signifiant vigne, et Berg désignant une montagne ou une haute colline en allemand, pour servir de lieu de résidence à l'élite entrepreneuriale protestante de Mulhouse, qu'on appelle alors le « Manchester français ». Situé au sud de la ville, la colline du Rebberg proprement dite longe la voie ferrée et s'étend sur une partie des villes voisines de Riedisheim et Brunstatt. La coutume locale veut ainsi qu'une différenciation s'opère entre « les Rebberg », que l'on parle du Rebberg de Mulhouse, de Riedisheim ou de Brunstatt.
Le quartier ne doit pas être confondu avec le Rebberg de Dornach, une autre colline mulhousienne à l'origine également destinée à la culture du raisin et à l'étymologie similaire, situé dans le quartier de Dornach, et qui est également devenue un des secteurs d'habitation bourgeois de Mulhouse mais qui servait historiquement de lieux de résidence à la bourgeoisie catholique et juive et non à la bourgeoisie protestante. Malgré l'étymologie, il ne faut pas non plus confondre le Rebberg avec le quartier des Coteaux, un quartier populaire de l'ouest mulhousien.

## Caractéristiques
Le Rebberg est caractérisé par un relief très marqué, ses hautes collines constituant l'extrémité nord du Sundgau géo-morphologique. Il domine ainsi le reste de Mulhouse et la plaine de l'Ochsenfeld (bassin potassique) qui s'étend au nord-est et le massif de la Hardt à l'est. La présence de ce relief a guidé le tracé du canal du Rhône au Rhin puis de la voie ferrée, situés en contrebas.
Quartier bourgeois de la ville, il trouve ses origines dans la période faste de l'histoire de la « Manchester française », du temps de l'essor de l'industrie textile mulhousienne. Parmi les notables et chefs d'industrie a y avoir bâti leur résidence ou élu domicile on trouve :
- André Koechlin, au lieu-dit Hasenrain, y édifia une importante maison de maître devenue aujourd'hui un bâtiment administratif de l'hôpital du Hasenrain ;
- Alfred Koechlin-Schwartz, villa de l'Ermitage, au 51 Boulevard Léon Gambetta. Le « chateau », a été conçu par Frédéric-Louis de Rutté et a été construit en 1868[2];
- Amélie Zurcher, au 17, rue du Moenschberg ;
- Paul Schlumberger et Marguerite de Witt-Schlumberger, au 11 Rue de la Montagne.
- Albert Sandoz, villa La Bourdonnière, au 11 rue Elisabeth[3].

Le Rebberg devient une référence dans les quartiers résidentiels de Mulhouse.
Des commerces sont présents au sein de ce quartier, des restaurants avec l'institution mulhousienne l'Auberge du Zoo.
Au Rebberg se trouvent deux tours métalliques :
- la Tour du Belvédère de 20 m de hauteur. Elle est accessible au public et offre un panorama sur la région ;
- l'Émetteur du Belvédère qui est en fait l'Émetteur de Mulhouse de TDF. Sa hauteur est de 194 m ;
- l'Émetteur Radio Numérique Terrestre DAB+, multiplex étendu, canal 6D.